# Panelas
Panelas es un municipio del estado de Pernambuco, Brasil. Está localizado a 182,6 km de distancia de la capital estatal Recife. Tiene una población estimada al 2020 de 26.456 habitantes, según el IBGE.

## Historia
Panelas obtuvo su condición de municipio el 18 de mayo de 1870.

## Geografía
El municipio se ubica en la Meseta de Borborema, con relieve ondulado característico y en la cuenca hidrográfica del Río Una.